# 1956 en fantasy
| Années de la fantasy : 1953 - 1954 - 1955 - 1956 - 1957 - 1958 - 1959    |
| Décennies de la fantasy : 1920 - 1930 - 1940 - 1950 - 1960 - 1970 - 1980 |

L'année 1956 est marquée, en matière de fantasy, par les événements suivants.

## Naissances et décès

### Naissances
- 12 octobre : Storm Constantine, écrivain britannique.